# 碳酸氢锂
碳酸氢锂是一种无机化合物，化学式为LiHCO3，它仅存在于溶液中。它可由碳酸锂在水中通入二氧化碳得到。
Li2CO3 + CO2 + H2O ⇌ 2 LiHCO3
加热含碳酸氢锂的溶液，可以沉淀出碳酸锂。